# Jacobo Bolbochán
Jacobo Bolbochán (Azul, província de Buenos Aires, 26 de desembre de 1906 - Buenos Aires, 29 de juliol de 1984), fou un jugador d'escacs argentí, que ostentà el títol de Mestre Internacional. El seu germà petit era el Gran Mestre Julio Bolbochán.

## Resultats destacats en competició
Va guanyar dues vegades el campionat de l'Argentina, els anys 1931 i 1932, els dos cops per davant d'Isaias Pleci, i en fou subcampió en cinc ocasions, els anys 1933 (rere Luis Piazzini), 1935 (rere Roberto Grau), 1937 (rere Carlos Guimard), 1946 (rere Julio Bolbochán) i 1950 (rere Carlos Maderna).
El març de 1941 fou tretzè al IV Torneig de Mar del Plata, (el campió fou Gideon Stahlberg).
Va participar representant l'Argentina en tres Olimpíades d'escacs, els anys 1935 a Varsòvia, 1937 a Estocolm i 1939 a Buenos Aires.